# شین اون جونگ
شین اون جونگ (کره‌ای: 신은정؛ زادهٔ ۳ ژانویه ۱۹۷۴) بازیگر اهل کره جنوبی است. او به خاطر ایفای نقش در شرق بهشت (۲۰۰۸) ، سرنوشت (۲۰۱۲) و جونگ میونگ (۲۰۱۵) شناخته می‌شود.

## فیلم‌شناسی

### مجموعه تلویزیونی
| سال  | عنوان                                  | نقش                           | شبکه       |
| ---- | -------------------------------------- | ----------------------------- | ---------- |
| ۱۹۹۸ | سایه‌های یک عشق قدیمی                   |                               | اس‌بی‌اس     |
| ۱۹۹۸ | بهار بعد از زمستان                     | جونگ سو-جین                   | اس‌بی‌اس     |
| ۱۹۹۸ | آهنگ باد                               |                               | اس‌بی‌اس     |
| ۱۹۹۹ | زادگاه افسانه‌ها «همسر جه این»          | سوم-سوم-یی                    | کی‌بی‌اس۲    |
| ۱۹۹۹ | کی‌ای‌آی‌اس‌تی                             | شین نام-هی                    | اس‌بی‌اس     |
| ۱۹۹۹ | روزهای دوست‌داشتنی                      | گونگ مون-جا                   | ام‌بی‌سی     |
| ۲۰۰۰ | هر چه بیشتر دوستت دارم                 | هان شین-هه                    | ام‌بی‌سی     |
| ۲۰۰۰ | Roll of Thunder                        | دومین همسر هو گیون            | کی‌بی‌اس۲    |
| ۲۰۰۱ | سه دوست                                | شین اون-جونگ (بازیگر مهمان)   | ام‌بی‌سی     |
| ۲۰۰۱ | بانوان قصر                             | ملکه اینسونگ                  | اس‌بی‌اس     |
| ۲۰۰۱ | ام‌بی‌سی بست تئاتر «ماهی در انتهای دریا» | یون-جونگ                      | ام‌بی‌سی     |
| ۲۰۰۳ | زن پادشاه                              | کانگ-آه                       | اس‌بی‌اس     |
| ۲۰۰۳ | مثل یک رود روان                        | سو-را                         | اس‌بی‌اس     |
| ۲۰۰۴ | جانگ گیل سان                           | مادر بیولوژیکی جانگ گیل سان   | اس‌بی‌اس     |
| ۲۰۰۴ | ام‌بی‌سی بست تئاتر «اما به خاطر بسپار»   | سو-هیون                       | ام‌بی‌سی     |
| ۲۰۰۴ | دراما سیتی «قصه پریان ظالم»            | مین-هی                        | کی‌بی‌اس۲    |
| ۲۰۰۴ | داستان واقعی: جرم و تنبیه              | دادستان                       | ام‌بی‌سی     |
| ۲۰۰۴ | پری گل نیلوفر                          | کانگ جون-یونگ                 | ام‌بی‌سی     |
| ۲۰۰۴ | اصطلاح ابراز علاقه                     | بک مین-جو                     | کی‌بی‌اس۲    |
| ۲۰۰۷ | افسانه                                 | دالبی                         | ام‌بی‌سی     |
| ۲۰۰۸ | رقبای قدرتمند                          | کانگ یو-ریون                  | کی‌بی‌اس۲    |
| ۲۰۰۸ | شرق بهشت                               | یک می-ئه/ربکا                 | ام‌بی‌سی     |
| ۲۰۰۹ | ته هی، هه کیو، جی هیون                 | جونگ سون-کیونگ (حضور افتخاری) | ام‌بی‌سی     |
| ۲۰۱۰ | گل کدو تنبل                            | اوه کیونگ-بوک                 | اس‌بی‌اس     |
| ۲۰۱۱ | سرنوشت یک مبارز                        | ملکه سئونهوا (حضور افتخاری)   | ام‌بی‌سی     |
| ۲۰۱۱ | نجات خانم گو بونگ شیل                  | لی جونگ-یون (حضور افتخاری)    | تی‌وی چوسان |
| ۲۰۱۲ | داستان بابا                            | هی-سوک                        | تی‌وی چوسان |
| ۲۰۱۲ | سرنوشت                                 | هواسو این                     | اس‌بی‌اس     |
| ۲۰۱۴ | نسل الهام بخش                          | کیم سونگ-دوک                  | کی‌بی‌اس۲    |
| ۲۰۱۴ | عروس قرن                               | ما جه-ران                     | تی‌وی چوسان |
| ۲۰۱۴ | عشق بی پایان                           | گیونگ-جا                      | اس‌بی‌اس     |
| ۲۰۱۴ | ری‌ست                                   | رئیس بخش هان                  | اوسی‌ان     |
| ۲۰۱۴ | قاصدک مصمم                             | چوی جو-هی (حضور افتخاری)      | کی‌بی‌اس۲    |
| ۲۰۱۴ | میسنگ: زندگی ناتمام                    | سون جی-یونگ                   | تی‌وی‌ان     |
| ۲۰۱۵ | هاید، جکیل و من                        | کانگ هی-ئه                    | اس‌بی‌اس     |
| ۲۰۱۵ | جونگ میونگ                             | ملکه اینموک                   | ام‌بی‌سی     |
| ۲۰۱۶ | مامان شاغل                             | یون جونگ-هیون                 | ام‌بی‌سی     |
| ۲۰۱۷ | شورشی: دزدی که از مردم می‌دزدد          | گوم-اوک                       | ام‌بی‌سی     |
| ۲۰۱۷ | دزد بد، دزد خوب                        | مین هه-وون                    | ام‌بی‌سی     |
| ۲۰۱۷ | وقتی تو خواب بودی                      | کیم جو-یونگ (حضور ویژه)       | اس‌بی‌اس     |
| ۲۰۱۸ | وکیل بی‌قانون                           | چوی جین-ئه                    | تی‌وی‌ان     |
| ۲۰۱۹ | جین چو ها برمی‌گردد                     | جونگ-هی                       | تی‌وی‌ان     |
| ۲۰۲۱ | همچو پروانه                            | ئه-ران                        | تی‌وی‌ان     |